# ثلاثي إيزوبوتيل الألومنيوم
ثلاثي إيزوبوتيل الألومنيوم (اختصاراً TiBA) هو مركب ألومنيوم عضوي صيغته Al(CH2CH(CH3)2)3، وهو يوجد على شكل سائل عديم اللون.

## التحضير
يحضر المركب من خطوتين، تتضمن الأولى تفاعل الألومنيوم مع بوتين (كيمياء) والهيدروجين ليتشكل هيدريد ثنائي إيزوبوتيل الألومنيوم على شكل مركب وسطي:
{\displaystyle {\ce {6 CH2=C(CH3)2 + 2 Al + 3 H2 -> 6 HAl(CH2CH(CH3)2)2}}}
في الخطوة الثانية يضاف إيزوبوتيلين إلى المركب الوسطي المذكور للحصول على ثلاثي إيزوبوتيل الألومنيوم:
{\displaystyle {\ce {CH2=C(CH3)2 + HAl(CH2CH(CH3)2)2 -> Al(CH2CH(CH3)2)3}}}

## الخواص
يوجد المركب في الشروط القياسية على شكل سائل عديم اللون. وهو يوجد في حالة توازن كيميائي مع ثنائي الوحدات:
{\displaystyle {\ce {2 Al(CH2CH(CH3)2)3 <=> [Al(CH2CH(CH3)2)3]2}}}
تبلغ قيمة ثابت التوازن 3.810 عند الدرجة 20 °س.

## الاستخدامات
يستخدم المركب من أجل تحضير الكحولات الأولية والأولفينات.